# Daniel Bellissimo
Daniel Bellissimo (Toronto, 15 agosto 1984) è un allenatore di hockey su ghiaccio ed ex hockeista su ghiaccio canadese naturalizzato italiano, di ruolo portiere.
È il fratello minore di Vince Bellissimo.

## Carriera

### Club

#### Giovanili
Bellissimo iniziò la sua carriera nel 2001 con il team dei Vaughan Vipers (OPJHL). In America rimase per 6 anni, giocando 189 partite.

#### L'arrivo in Italia
In seguito approdò in Italia, chiamato dall'Asiago Hockey dove debuttò nella stagione 2007-08 con 39 presenze. In Italia giocò sempre nelle file dell'Asiago, dove, nel corso della stagione 2009-10, giocò anche il fratello Vince.
A seguito delle buone prestazioni (93,6% delle parate in campionato e 94,8% ai mondiali disputati in Germania), Bellissimo nella stagione 2010-11 prese parte ad un training camp coi Manitoba Moose (AHL), ma non fu messo sotto contratto a causa della presenza di 3 portieri nel roster della squadra, passò quindi agli Utah Grizzlies (ECHL), ma dopo pochi giorni il giocatore decise di tornare in Italia all'Asiago, squadra che aveva lasciato pochi mesi prima, e alla fine del campionato l'Asiago vinse per la seconda volta consecutiva lo scudetto: Daniel fu titolare in tutte e 2 le stagioni in cui l'Asiago vinse il titolo.

#### L'approdo in Svezia

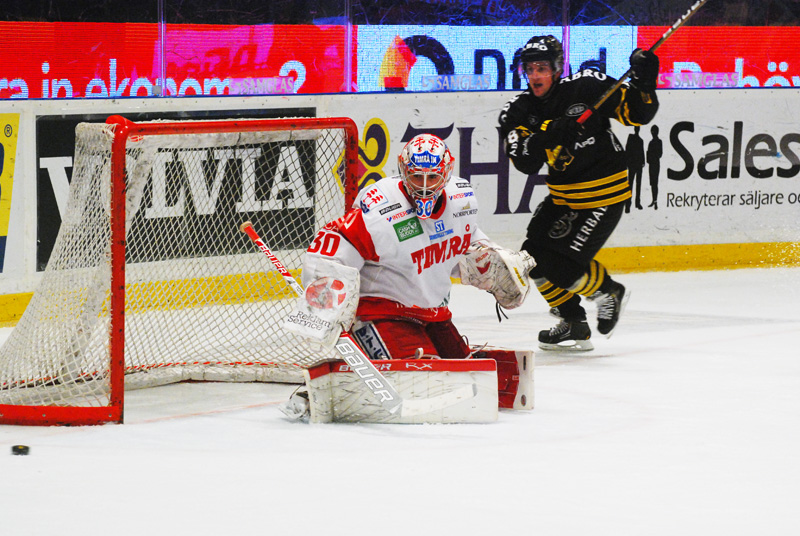
Bellissimo con la maglia del Timrå IK

Nella stagione 2011-2012, nonostante un contratto che lo legava ancora alla società vicentina, decise di provare nuovamente la carta dell'esperienza all'estero e approdò al BIK Karlskoga, nell'Hockeyallsvenskan (seconda lega svedese).
A seguito delle ottime prestazioni con il BIK Karlskoga, per la stagione 2012-2013, firmò per le aquile rosse di Timrå, squadra di Elitserien (prima lega svedese).
Al termine della stagione, nonostante la retrocessione del Timrå, Bellissimo firmò un contratto biennale con la formazione del Luleå HF, squadra che giunse in finale playoff nella stagione precedente, approdando quindi in una delle più forti squadre europee. Tuttavia, a causa dello scarso impiego, nel mese di dicembre Daniel lasciò la squadra e rientrò in Canada.
Nel febbraio 2014 siglò un accordo con il Västerås IK, squadra dell'Hockeyallsvenskan, per sostituire il goalie titolare Fransson in caso d'infortunio.

#### Il ritiro
il 5 dicembre 2014, attraverso un comunicato apparso su Twitter, Bellissimo diede addio all'hockey giocato, nonostante l'interessamento, per un suo eventuale ingaggio, da parte del Ritten Sport.

### Nazionale
Nella stagione 2009-2010, dopo aver maturato i due anni di presenza nel campionato italiano, Bellissimo esordì con la maglia della Nazionale. Concluse i mondiali disputati in Germania nel 2010 con ottime prestazioni (94,8% di conclusioni parate) che lo misero in luce come uno dei migliori portieri di quel torneo. L'anno successivo vinse il titolo di Prima Divisione. Nella primavera del 2012 fu convocato per il campionato mondiale giocato in Finlandia e Svezia. Al termine della spedizione fu nominato come uno dei migliori giocatori del Blue Team. Nel 2014 partecipò al campionato mondiale disputatosi in Bielorussia risultando, ancora una volta, uno dei migliori giocatori azzurri della competizione.

## Palmarès

### Club
- Campionato italiano: 2

Asiago: 2009-2010, 2010-2011

### Nazionale
- Campionato mondiale di hockey su ghiaccio - Prima Divisione: 1

Ungheria 2011

### Individuale
- Miglior giocatore della Serie A: 1

2009-2010
- Miglior percentuale di salvataggi della Serie A: 1

2009-2010 (93,6%)
- Top 3 Player on Team del Campionato mondiale di hockey su ghiaccio: 3

Germania 2010, Finlandia & Svezia 2012, Bielorussia 2014